# Роберт Максвел
Ијан Роберт Максвел (слч. Ján Ludvík Hyman Binyamin Hoch, хебр. יאן לודוויג היימן בנימין הוך, енгл. Ian Robert Maxwell) био је власник британских медија, политичар и преварант, рођен у Чехословачкој.
Јеврејског порекла, побегао је од нацистичке окупације своје родне земље и придружио се чехословачкој војсци у егзилу током Другог светског рата. Одликован је након активне службе у британској војсци. У наредним годинама радио је у издаваштву, изграђујући Pergamon Press у великог академског издавача. Након шест година као лабуристички посланик у парламенту током 1960-их, Максвел је поново усмерио сву своју енергију у посао, сукцесивно купујући British Printing Corporation, Mirror Group Newspapers и Macmillan Publishers, између осталих издавачких кућа.
Роберт Максвел је водио екстравагантан начин живота, живећи у Хедингтон Хил Холу у Оксфорду, одакле је често летео хеликоптером, или једрећи својом луксузном јахтом, Лејди Гислен, названом по његовој ћерки Гислен. Максвел је био спорљив и често уплетен у контроверзе. Године 1989, морао је да прода успешне послове, укључујући Пергамон Прес, како би покрио део својих дугова. Године 1991, његово тело је пронађено како плута у Атлантском океану, очигледно павши у море са своје јахте. Сахрањен је у Јерусалиму.
Максвелова смрт је изазвала колапс његовог издавачког царства, јер су банке захтевале кредите. Његови синови су накратко покушали да одрже посао, али нису успели када се појавила вест да је старији Максвел проневерио стотине милиона фунти из пензионих фондова својих компанија. Максвелове компаније су поднеле захтев за заштиту од банкрота 1992. године. Након Максвелове смрти, откривене су велике неслагања у финансијама његових компанија, укључујући његово преварно присвајање пензионог фонда Мирор групе.

## Почеци
Роберт Максвел је рођен као Јан Лудвик Хајман Беџамин Хох у малом граду Слатинске Доли, у региону Карпатске Рутеније у Чехословачкој (сада Солотвино, Украјина) 10. јуна 1923. године. Као и остатак тада новоформиране Чехословачке, подручје Максвеловог рођења и одрастања било је део Аустро-Угарске до почетка новембра 1918. године. Подручје је анектирано од стране Мађарске 1939. године.
Максвел је рођен у сиромашној ортодоксној јеврејској породици која је говорила јидиш и имао је шесторо браће и сестара. Већина његових рођака је умрла у Аушвицу након што је Мађарску окупирала нацистичка Немачка 1944. године, али он је годинама раније побегао у Француску. У мају 1940. године, придружио се чехословачкој војсци у егзилу у Марсеју.
Након пада Француске и британског повлачења у Британију, Максвел (користећи име „Иван ди Морије“,  или „Лесли ди Морије“, презиме преузето од имена популарне марке цигарета) учествовао је у протесту против руководства Чехословачке војске, и са још 500 војника пребачен је у Пионирски корпус, а касније у Северни стафордширски пук 1943. године. Затим је био укључен у акције широм Европе, од плажа Нормандије до Берлина, и достигао је чин официра. Максвел је добио чин 1945. године и унапређен је у чин капетана.
У јануару 1945. године, Максвелово храброст у „нападу на немачко митраљеско гнездо“ донело му је Војни крст (MC), који му је уручио фелдмаршал сер Бернард Ло Монтгомери. Прикључен Министарству спољних послова, радио је у Берлину током наредне две године у одељењу за штампу. Максвел је постао натурализовани британски држављанин 19. јуна 1946. и променио је име актом о промени имена 30. јуна 1948.
Године 1945, Максвел се оженио Елизабет „Бети“ Мејнард, француском протестанткињом, и пар је имао деветоро деце током наредних шеснаест година: Мајкла, Филипа, Ен, Кристин, Изабел, Карин, Ијана, Кевина и Гислен. У интервјуу из 1995. године, Елизабет је говорила о томе како су рекреирали Максвелову породицу из детињства која није преживела Холокауст. Петоро његове деце, Кристин, Изабел, Ијан, Кевин и Гислен, касније су запослени у његовим компанијама. Карин је умрла од леукемије са три године, док је Мајкл тешко повређен у саобраћајној несрећи 1961. године, са 15 година, када је његов возач заспао за воланом и директно је ударио у друго возило. Мајкл се никада није освестио и умро је седам година касније.
После рата, Максвел је искористио контакте у савезничким окупационим властима да започне посао, постајући британски и амерички дистрибутер за Спрингер Верлаг, издавача научних књига. Године 1951. купио је три четвртине Батерворт-Спрингера, мањег издавача; Преосталу четвртину је држао искусни научни уредник Пол Росбо.‍:135   Променили су име компаније у Пергамон Прес и брзо је изградили у велику академску издавачку кућу, међутим, након неслагања са Максвелом, научни новинар Пол Росбо је напустио кућу 1956. године..‍:168
На општим изборима 1964. године, представљајући Лабуристичку странку, Максвел је изабран за посланика у парламенту за Бакингем и поново је изабран 1966. године. Дао је интервју за Тајмс 1968. године у којем је рекао да му Доњи дом представља проблем. „Не могу да се слажем са мушкарцима“, прокоментарисао је. „У почетку сам покушао да имам мушке асистенте. Али није успело. Они имају тенденцију да буду превише независни. Мушкарци воле да имају индивидуалност. Жене могу постати продужетак шефа.“ Максвел је изгубио место 1970. године од конзервативног изазивача Вилијама Бењона. Поново се такмичио за Бакингем на оба општа избора 1974. године, али без успеха.
Почетком 1969. године, испоставило се да је Максвелов покушај да купи таблоидне новине News of the World пропао. Породица Кар, која је поседовала новине, била је огорчена помишљу да ће чехословачки имигрант са социјалистичким ставовима добити власништво. Одбор је гласао против Максвелове понуде без иједног гласа за. Уредник часописа „News of the World“, Стафорд Сомерфилд, успротивио се Максвеловој понуди у чланку на насловној страни у октобру 1968. године, у којем је поменуо Максвелово чехословачко порекло и користио његово име по рођењу. Написао је: „Ово су британске новине, којима управљају Британци... британске као печена говедина и јоркширски пудинг... Хајде да тако и остане“. Новине је касније купио аустралијски тајкун Руперт Мердок, који је касније те године купио „The Sun“, који је такође раније занимао Максвела.

## Изгубљен и враћен Пергамон
Године 1969, Сол Стајнберг, шеф „Leasco Data Processing Corporation“, био је заинтересован за стратешку аквизицију Pergamon Press-а. Стајнберг је тврдио да је током преговора Максвел лажно изјавио да је подружница задужена за објављивање енциклопедија изузетно профитабилна. Истовремено, Пергамон је био приморан да смањи своје прогнозе профита за 1969. годину са 2,5 милиона фунти на 2,05 милиона фунти током периода преговора, а трговање акцијама Пергамона је обустављено на лондонским берзама.
Максвел је потом изгубио контролу над Пергамоном и избачен је из управног одбора у октобру 1969. године, заједно са још тројицом директора који су га подржавали, од стране већинских власника акција компаније. Стајнберг је купио Пергамон. Истрагу Министарства трговине и индустрије (DTI) у складу са тадашњим Кодексом о преузимању спровели су Рондл Овен Чарлс Стејбл и сер Роналд Лич средином 1971. године. Истрага је резултирала извештајем који је закључио: „Жао нам је што морамо да закључимо да, упркос признатим способностима и енергији господина Максвела, он по нашем мишљењу није особа на коју се може ослонити да врши правилно управљање јавно котираном компанијом.“ Утврђено је да је Максвел хтео да надува цену акција Пергамона кроз трансакције између својих приватних породичних компанија.
У исто време, Конгрес Сједињених Држава истраживао је Лискове праксе преузимања. Судија Тејн Форбс је у септембру 1971. критиковао истрагу: „Прешли су са истражне улоге на оптужбену и практично починили пословно убиство господина Максвела.“ Даље је наставио да ће судија вероватно утврдити да су инспектори деловали „супротно правилима природне правде“. Пергамон је лоше пословао под Штајнбергом; Максвел је поново преузео компанију 1974. године након што је позајмио средства.
Максвел је основао Максвелову фондацију у Лихтенштајну 1970. године. Преузео је Британску штампарску корпорацију (BPC) 1981. године и променио јој име прво у Британска штампарска и комуникациона корпорација (BPCC), а затим у Максвелову комуникациону корпорацију (MCC). Компанија је касније продата у откупу менаџмента и сада је позната као Полестар.

## Касније пословне активности
У јулу 1984. године, Максвел је купио Mirror Group Newspapers, издавача шест британских новина, укључујући Daily Mirror, од Reed International plc. за 113 милиона фунти. То је довело до медијског рата између Максвела и Мердока, власника News of the World и The Sun. Mirror Group Newspapers (раније Trinity Mirror, сада део Reach plc), издавао је Daily Mirror, про-лабуристички таблоид; Sunday Mirror; Sunday People; Scottish Sunday Mail и Scottish Daily Record. На конференцији за новинаре поводом објављивања његове аквизиције, Максвел је рекао да ће његови уредници бити „слободни да производе вести без мешања“. У међувремену, на састанку нових запослених у Максвелу, новинар Mirror-а Џо Хејнс је тврдио да је у стању да докаже да је њихов шеф „преварант и лажов“.  Хејнс је брзо дошао под Максвелов утицај и касније је написао своју ауторизовану биографију.
У јуну 1985. године, Максвел је објавио преузимање компаније за кућне рачунаре Клајва Синклера, Sinclair Research, која је била у проблемима, преко Hollis Brothers, подружнице Pergamon. Споразум је прекинут у августу 1985. године. Године 1987, Максвел је купио део IPC Media како би створио Fleetway Publications. Исте године, покренуо је London Daily News у фебруару након кашњења изазваног проблемима са производњом, али су новине затворене у јулу након што су претрпеле значајне губитке, које су савремене процене износиле 25 милиона фунти. Првобитно намеравајући да буду ривал Evening Standard-а, Максвел је на крају одлучио да их учини и првим 24-часовним новинама.
У мају 1987. године, Максвелов BPCC је поднео непожељну понуду за аквизицију америчког издавачког конгломерата Harcourt Brace Jovanovich (HBJ). HBJ се бранио од покушаја непријатељског преузимања тако што се дубоко задужио како би извршио велике исплате акционарима. Терет дуга био је фактор у продаји HBJ-јевих тематских паркова 1989. године компанији Anheuser-Busch. Ова имовина тематских паркова укључивала је ланац SeaWorld, који је компанија купила 1976. године.
До 1988. године, Максвелове разне компаније су, поред издавачких кућа Mirror и Pergamon Press, поседовале и Nimbus Records, Maxwell Directories, Prentice Hall Information Services и језичке школе Berlitz. Такође је поседовао половину акција MTV-ја у Европи и других европских телевизијских интереса, Maxwell Cable TV и Maxwell Entertainment. Максвел је купио издавачку кућу Макмилан, америчку фирму, за 2,6 милијарди долара 1988. године. Исте године, покренуо је амбициозан нови пројекат, транснационалне новине под називом „The European“. Године 1991, Максвел је био приморан да прода „Pergamon“ и „Maxwell Directories“ издавачкој кући Елсевијер за 440 милиона фунти како би покрио своје дугове, део тог новца је искористио за куповину таблоида „New York Daily News“ који је био у проблемима. Исте године, Максвел је продао четрдесет девет процената акција „Mirror Group“ јавности.
Максвелове везе са тоталитарним режимима источне Европе резултирале су неколико биографија лидера тих земаља, са интервјуима које је водио Максвел, због чега је добио много подсмеха. На почетку интервјуа са румунским лидером Николајем Чаушескуом, тадашњим комунистичким лидером земље, упитао је: „Како објашњавате своју огромну популарност међу румунским народом?“
Максвел је такође био председник Оксфорд Јунајтеда, спасавајући их од банкрота и покушавајући да их споји са Редингом 1983. године како би формирао клуб који је желео да назове „Темз Вали Ројалс“. Одвео је Оксфорд у највиши ранг енглеског фудбала 1985. године, а тим је годину дана касније освојио Лига куп. Максвел је користио стари терен клуба, близу своје канцеларије у Хедингтон Хил Холу, да слети својим хеликоптером — навијачи би скандирали: „Дебео је, округао је, никад није на земљи“. Максвел је такође купио акције ФК Дарби каунтија 1987. године. Покушао је да купи Манчестер Јунајтед 1984. године, али је одбио тражену цену власника Мартина Едвардса.
Пергамон Прес, фирма пријатељски настројена према Совјетима, објавила је бројне совјетске научне књиге на Западу. Оштећена верзија обавештајног шпијунског софтвера ПРОМИС продата је средином 1980-их за употребу совјетске владе, а Максвел је био посредник.
Максвел је био познат по томе што је био склон парницама против оних који би говорили или писали против њега. Сатирични часопис „Private Eye“ исмевао га је као „Капетана Боба“ и „поскакујућег Чеха“, а овај други надимак је првобитно осмислио премијер Харолд Вилсон (под чијим је вођством Максвел био посланик). Максвел је покренуо неколико тужби за клевету против „Private Eye“, од којих је једна резултирала губитком часописа око 225.000 фунти, а Максвел је искористио своју комерцијалну моћ да узврати једнократним пародијским часописом под називом „Not Private Eye“.

## Израелска подршка

### Рат 1948. године
Наговештај Максвелове службе Израелу дали су Џон Лофтус и Марк Аронс, који су Максвелове контакте са чехословачким комунистичким лидерима 1948. године описали као кључне за чехословачку одлуку да наоружа Израел у Арапско-израелском рату 1948. године. Чехословачка војна помоћ била је јединствена и кључна за Израел у сукобу. Према Лофтусу и Аронсу, управо је Максвелова тајна помоћ у шверцу делова авиона у Израел довела до тога да је земља имала ваздушну надмоћ током рата.

### Дистрибуција PROMIS софтвера ради олакшавања израелске шпијунаже
Максвел је наводно дистрибуирао оштећену верзију софтвера, PROMIS, мноштву националних влада и глобалних финансијских институција, што је омогућило масовно шпијунирање од стране владе Израела.
Максвел је наводно успео да прода оштећену израелску верзију PROMIS софтвера Националним лабораторијама Сандија и Националној лабораторији Лос Аламос, два најважнија објекта за нуклеарна истраживања и националну безбедност у Сједињеним Државама. Максвел је наводно ангажовао Џона Тауера, председника Комитета за оружане снаге Сената Сједињених Држава, да олакша продају оштећене израелске верзије PROMIS софтвера Сандији и Лос Аламосу.

### Тврдње Мосада, случај Вануну
Министарство спољних послова Комонвелта сумњало је да је Максвел тајни агент стране владе, могуће двоструки или троструки агент, и да је „врло лош карактер и готово сигурно га је финансирала Русија“. Познато је да је имао везе са британском Тајном обавештајном службом (MI6), совјетским КГБ-ом и израелском обавештајном службом Мосад.
Непосредно пре Максвелове смрти, Ари Бен-Менаше, бивши запослени у израелској Дирекцији војне обавештајне службе, обратио се бројним новинским организацијама у Британији и САД са тврдњом да су Максвел и уредник за стране послове листа Дејли Мирор, Николас Дејвис, дугогодишњи агенти Мосада. Бен-Менаше је такође тврдио да је Максвел 1986. године обавестио израелску амбасаду у Лондону да је Мордехај Вануну открио информације о израелским нуклеарним капацитетима листа „The Sunday Times“, а затим и „Дејли Мирор“. Ванунуа је потом киднаповао Мосад и прокријумчарио у Израел, осуђен за издају и затворен на осамнаест година.
Новинар Сејмур Херш из листа „Њујоркер“ поновио је неке од навода током конференције за новинаре у Лондону, одржане поводом промоције Хершове књиге „Самсонова опција“ о израелском нуклеарном оружју. Дана 21. октобра 1991. године, лабуристички посланик Џорџ Галовеј и конзервативни посланик Руперт Аласон (познат и као аутор шпијунских књига Најџел Вест) сложили су се да покрену питање у Доњем дому парламента под заштитом парламентарних привилегија, што је заузврат омогућило британским новинама да извештавају о догађајима без страха од тужби за клевету. Максвел је назвао тврдње „апстрактним, потпуном измишљотином“ и отпустио Дејвиса. „Вашингтон пост“ је известио да су извори у Британији и Израелу оспорили Хершове тврдње. Годину дана касније, у Галовејевом поравнању за клевету против „Миррор групе новина“, Галовејев адвокат је објавио да посланик прихвата да особље групе није било умешано у Ванунуову отмицу. Галовеј је Максвела назвао „једним од најгорих криминалаца века“.

## Смрт
Дана 4. новембра 1991. године, Максвел је водио свађу телефоном разговор са својим сином Кевином око састанка заказаног са Банком Енглеске поводом Максвеловог неизвршења обавеза по основу кредита од 50 милиона фунти. Максвел је пропустио састанак, већ је отпутовао својом јахтом, Лејди Гислен, на Канарска острва у Шпанији. Дана 5. новембра, Максвел је последњи пут био у контакту са посадом Лејди Гислен у 4:25 ујутру по локалном времену, али је касније тог јутра примећен је његов нестанак. Шпекулисало се да је Максвел у то време мокрио у океан го, као што је често радио. Претпоставља се да је пао у море са брода, који је крстарио код Канарских острва, југозападно од Шпаније. Максвелово голо тело је извучено из Атлантског океана и пребачено у Лас Палмас. Осим „огреботине на левом рамену“, на Максвеловом телу није било видљивих рана.
Званична пресуда на истрази одржаној у децембру 1991. године била је смрт од срчаног удара у комбинацији са случајним утапањем, иако се три патолога нису могла сложити око узрока његове смрти у истрази, утврђено је да је патио од озбиљних срчаних и плућних обољења. Судија је искључио убиство, а заправо и самоубиство. Његов син је одбацио могућност самоубиства, рекавши: „Мислим да је веома мало вероватно да би себи одузео живот, то није било у његовој природи или менталитету.“ Максвелу је приређена раскошна сахрана у Израелу, којој су присуствовали израелски премијер Јицак Шамир, израелски председник Хаим Херцог, најмање шест активних и бивших шефова израелске обавештајне службе и многи достојанственици и политичари, и владини и опозициони, а сахрањен је на Маслинској гори у Јерусалиму.  Херцог је одржао погребни говор, а Кадиш је рецитовао његов колега преживели Холокауст, пријатељ и дугогодишњи адвокат Самуел Писар.
Британски премијер Џон Мејџор рекао је да му је Максвел пружио „вредне увиде“ у ситуацију у Совјетском Савезу током покушаја пуча 1991. године. Био је „одличан лик“, додао је Мејџор. Нил Кинок, тадашњи лидер Лабуристичке партије, говорио је о њему као о човеку са „животним жаром“ који је „привлачио контроверзе, завист и лојалност у великој мери током свог бурног живота“. Продукцијска екипа која је спроводила истраживање за Максвела, биографски филм Би-Би-Сија из 2007. године, открила је снимке сачуване у коферу у власништву његовог бившег шефа обезбеђења, Џона Пола. Изгледа да је касније у животу Максвел постајао све параноичнији у вези са својим запосленима и дао је прислушкивати канцеларије оних за које је сумњао у нелојалност како би могао да прислушкује њихове разговоре.

### Последице Максвелове смрти
Максвелова смрт изазвала је нестабилност у његовом издавачком царству, јер су банке френетично захтевале отплату својих огромних кредита. Упркос напорима његових синова Кевина и Ијана, Максвелове компаније су убрзо пропале. Испоставило се да је, без адекватног претходног одобрења, Максвел користио стотине милиона фунти из пензионих фондова својих компанија како би подржао акције Миррр групе и спасао своје компаније од банкрота. На крају, пензиони фондови су допуњени новцем од инвестиционих банака Леман Брадерс, Куперс и Лајбранд и Голдман Сакс, као и британске владе.
Ово допуњавање је било ограничено и подржано је и вишком у фонду штампарије, који је влада узела као делимично плаћање 100 милиона фунти потребних за подршку државним пензијама радника. Преостали део од 100 милиона фунти је одустао. Максвелова крађа пензионих фондова је стога делимично надокнађена из јавних средстава. Резултат је био да су пензионери генерално примали око половине својих пензија из компаније. Компаније Максвел поднеле су захтев за заштиту од банкрота 1992. године. Кевин Максвел је проглашен банкротом са дуговима од 400 милиона фунти. Кевин, Ијан и још двојица бивших директора су 1995. године суђени за заверу ради преваре, али их је следеће године једногласно ослободила порота од 12 чланова.

## Породица
У новембру 1994. године, Максвелова удовица Елизабет објавила је своје мемоаре „Сопствени ум: Мој живот са Робертом Максвелом“, који бацају светло на њен живот са њим, када је издавачки магнат био рангиран као један од најбогатијих људи на свету. Након што је стекла диплому на Оксфордском универзитету 1981. године, Елизабет је посветила већи део свог каснијег живота континуираном истраживању Холокауста и радила је као заговорница јеврејско-хришћанског дијалога. Умрла је 7. августа 2013. године.
У јулу 2020. године, Максвелово најмлађе дете, његова ћерка Гилен Максвел, ухапшена је и оптужена у Њу Хемпширу за шест федералних злочина, који укључују трговину малолетницима, путовања и завођење ради учешћа у криминалним сексуалним активностима, и заверу за навођење деце на учешће у илегалним сексуалним радњама, наводно повезано са ланцем трговине људима у сврху сексуалне експлоатације са Џефријем Епстином (који је већ умро у затвору претходне године). Осуђена је 29. децембра 2021. године, а 28. јуна 2022. године изречена је казна од 20 година затвора.

## Белешке
1. ↑  Посланичка привилегија омогућава посланицима да постављају питања у парламенту без ризика од тужбе за клевету.